# Pajala (comuna)
Pajala (em sueco: Pajala kommun,  OUÇA A PRONÚNCIA; em finlandês: Pajalan kunta; em lapão: Bájil gielda) é uma comuna do norte da Suécia.

Está localizada no condado de Norrbotten. Faz fronteira a leste com a Finlândia.
Possui 7 840 quilômetros quadrados e segundo censo de 2021, havia 5 955 habitantes.
Sua capital é a cidade de Pajala.

A comuna está situada numa região de natureza selvagem (vildmark), com grandes florestas de coníferas, rios, lagos e pântanos. É atravessada por 5 grandes rios, cujas águas são ricas em salmão e truta.

## Etimologia
O nome geográfico Pajala deriva de Pajainen (o nome finlandês do primeiro habitante da aldeia) e do sufixo la (indicando lugar habitado). O nome lapónico Båjal tem origem no nome finlandês.
A localidade está mencionada como Paiala em 1603.

## Localidades principais
Localidades da comuna:

Pajala
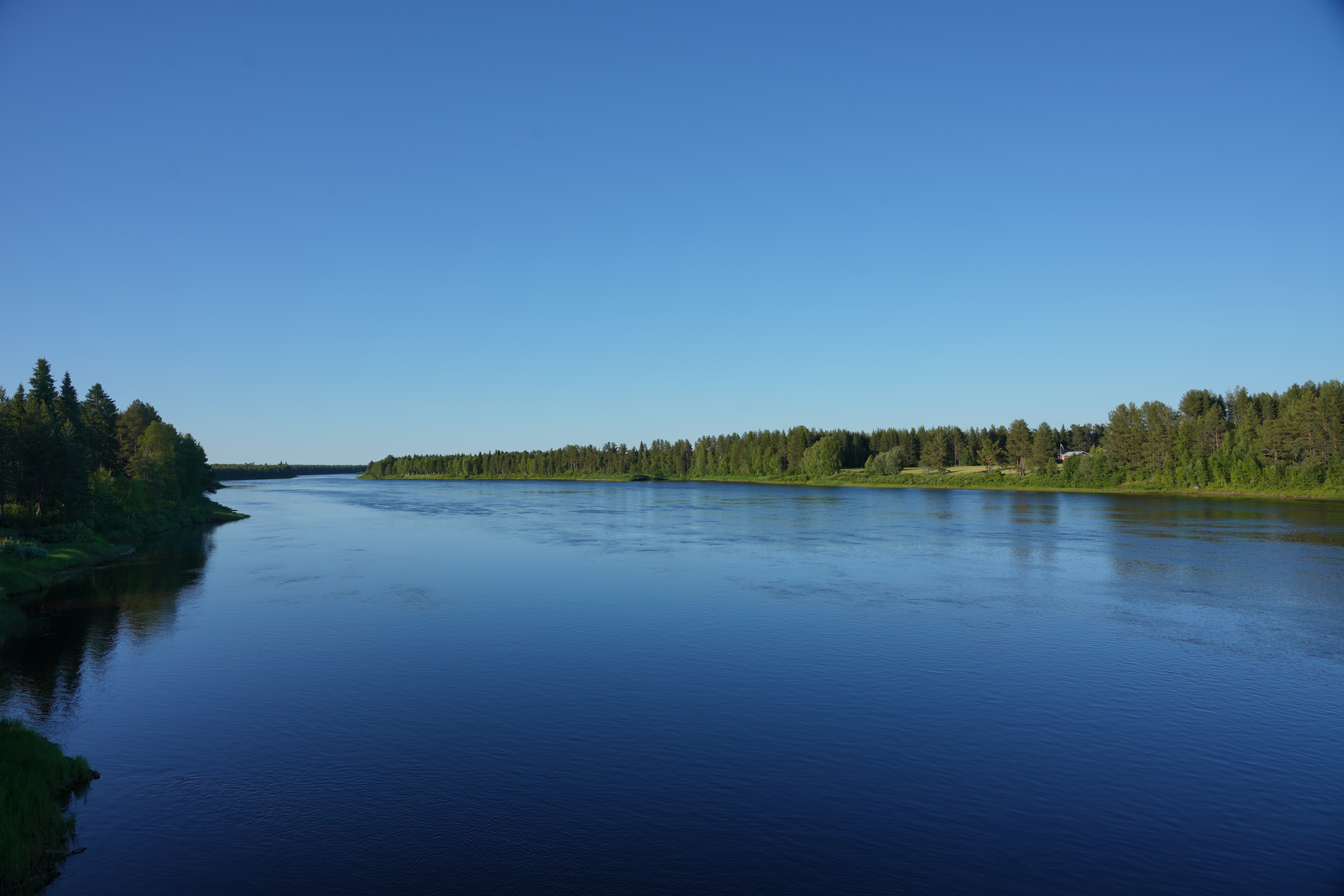
O rio Muonio, com Pajala à esquerda e a Finlândia à direita
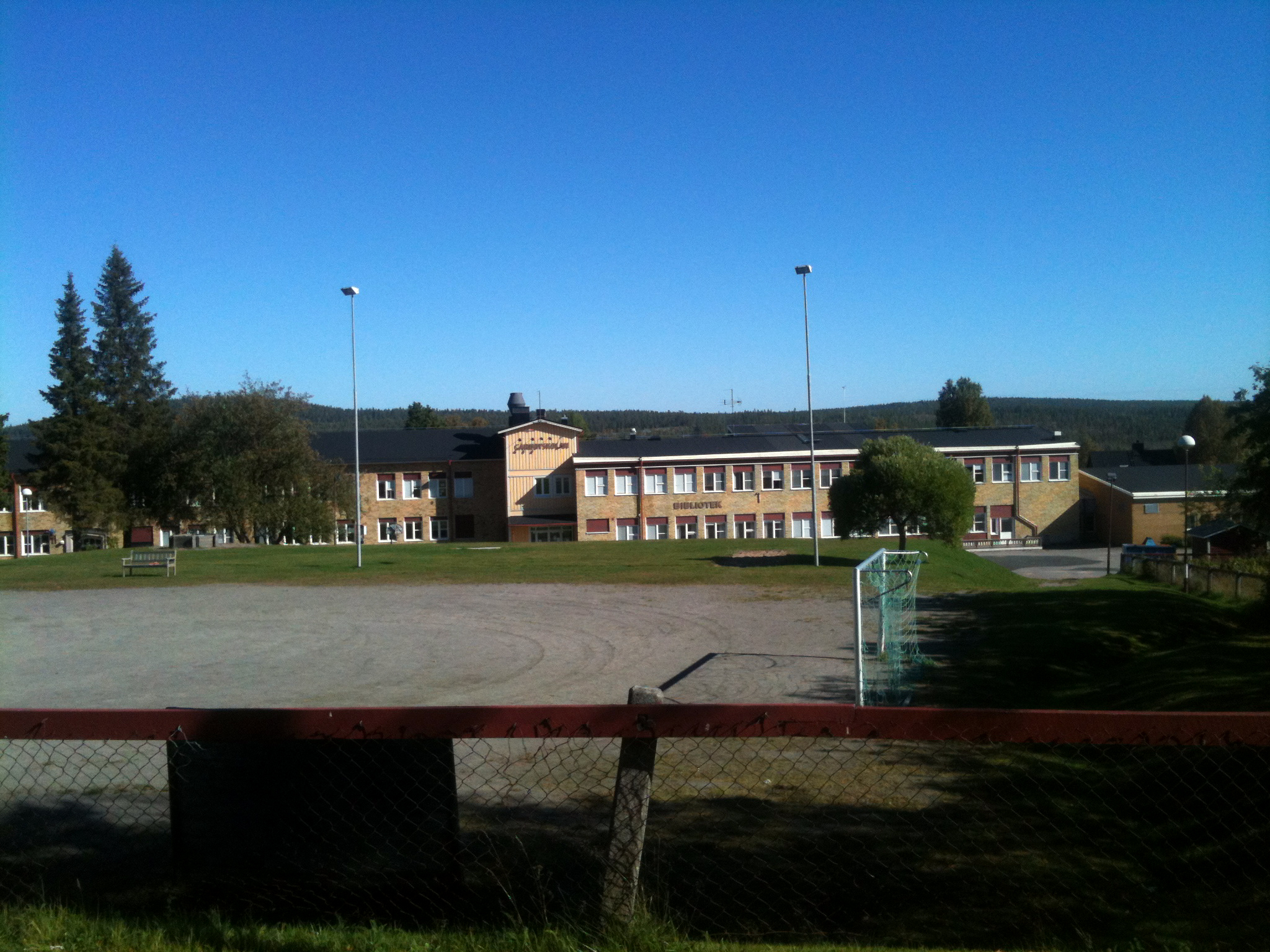
A escola de Korpilombolo
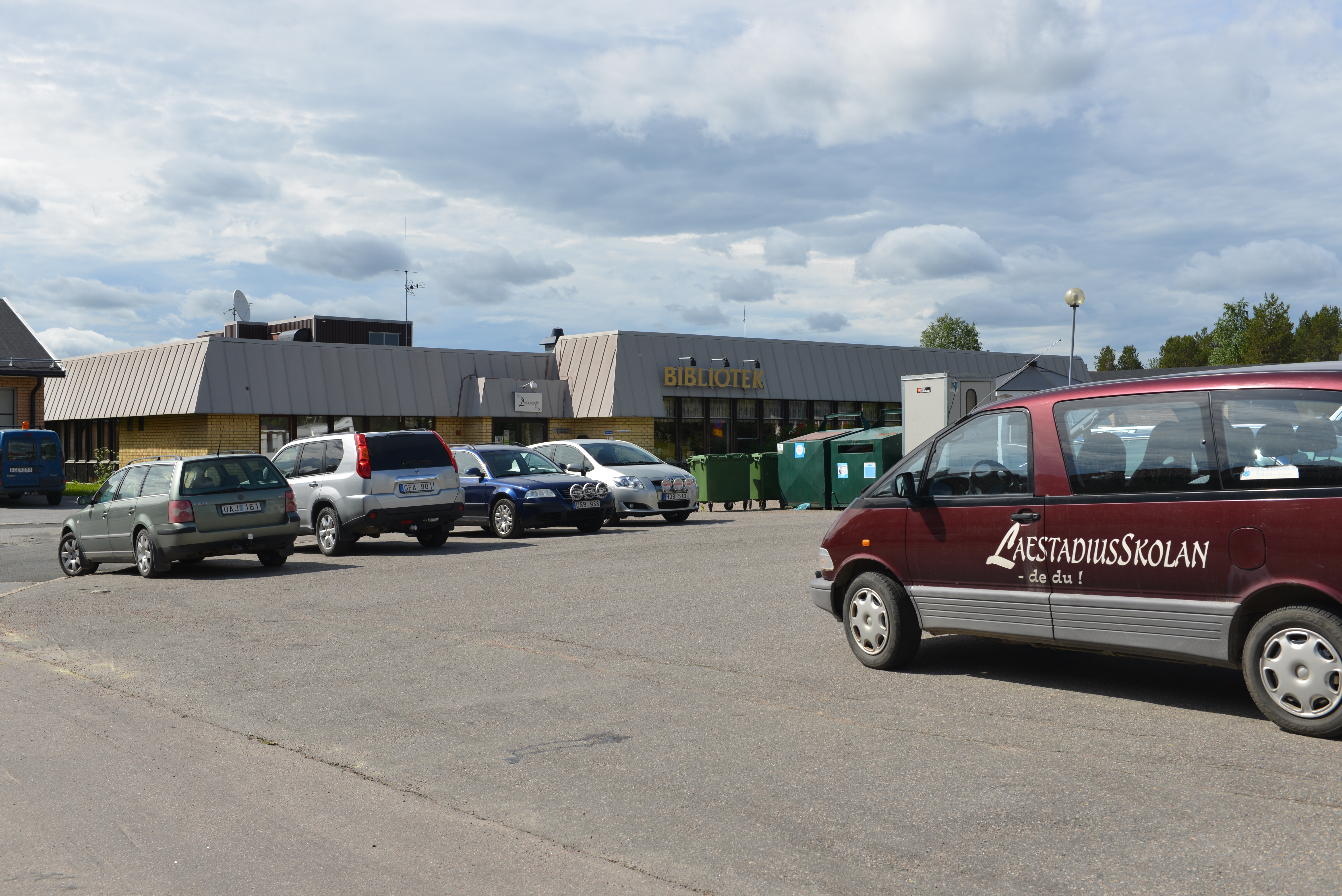
A bibloioteca municipal de Pajala
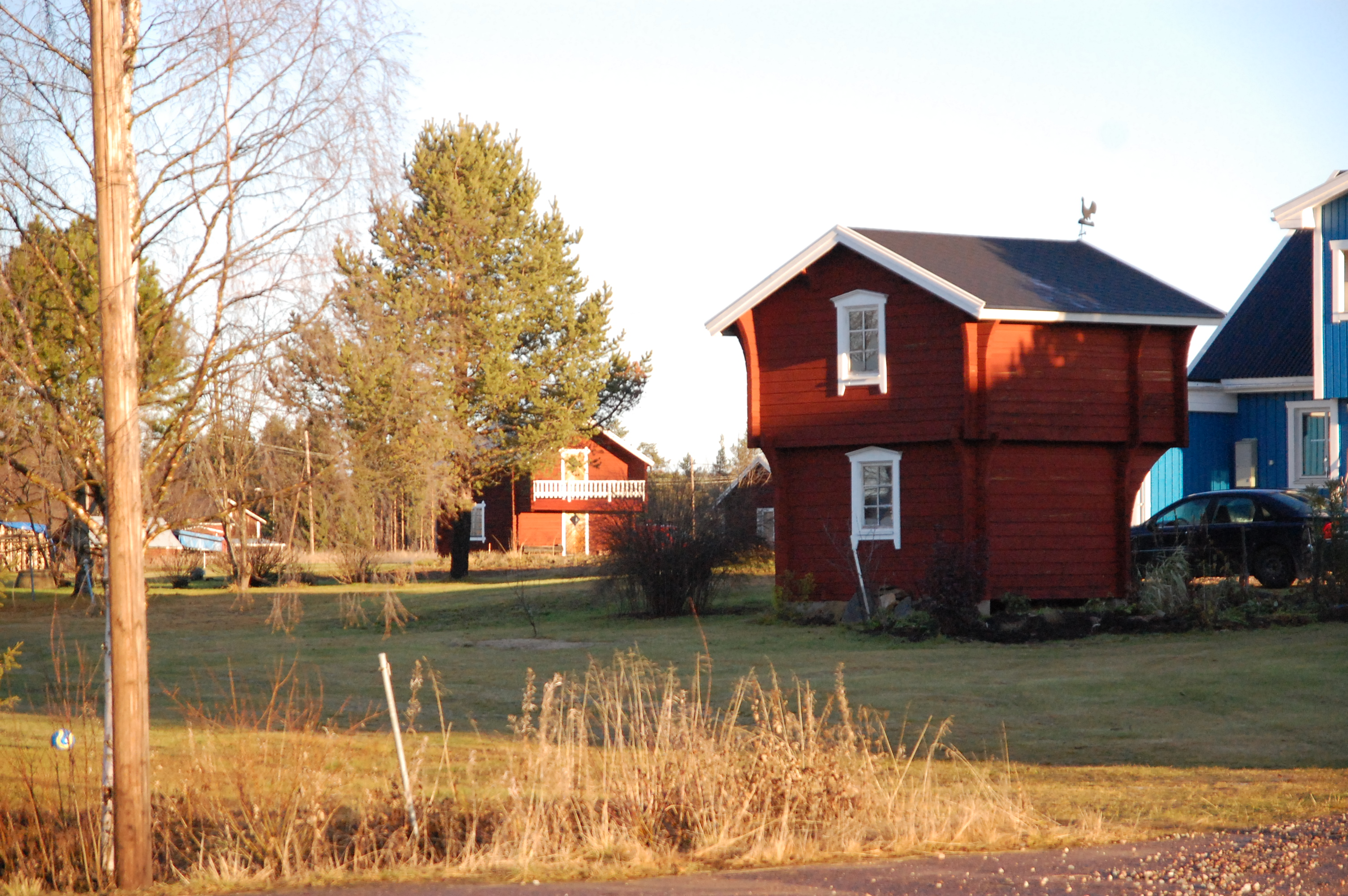
Casas tradicionais em Aitta

- Korpilombolo
- Junosuando
- Kangos

- Pajala
- O rio Muonio, com Pajala à esquerda e a Finlândia à direita
- A escola de Korpilombolo
- A bibloioteca municipal de Pajala
- Casas tradicionais em Aitta